# Moxostoma erythrurum
Moxostoma erythrurum ist ein in Nordamerika endemisch vorkommender Karpfenfisch aus der Familie der Saugkarpfen. Es ist eine im Süßwasser der kanadischen Provinzen  Ontario und Manitoba lebende Fischart, die bis in den Mittleren Westen der USA verbreitet ist.

## Verbreitung
Moxostoma erythrurum lebt in langsamfließenden oder stehenden Gewässern mit sandigem bis schlammigen Grund, in kleinen bis größeren Flüssen und Seen und ist in Nordamerika weitverbreitet. Er kommt im Mississippi, Ohio und Missouri und in den Großen Seen wie dem Oberen See und dem Lake of the Woods in Kanada vor. Dort findet man ihn in Flüssen, die in die Hudson Bay einmünden.  Im Süden findet man die Fischart in Flüssen, die in die Mobile Bay in Alabama, Georgia und  Tennessee entwässern.
Im Südwesten des Bundesstaates Mississippi hat man eine isolierte Population von Moxostoma erythrurum gefunden. 1953 wurde die Art in das Flusssystem des Potomac River in Maryland, Virginia und West Virginia eingebracht, der erste Fisch tauchte aber erst 1971 wieder auf. Er kommt auch im texanischen Red River vor. Moxostoma erythrurum kommt in verschiedenen Gewässerformen vor: Strömen, Flüssen, Bächen, Stauseen oder Seen mit angrenzendem Fließgewässer. Im Vergleich zu anderen Saugkarpfen stellt Moxostoma erythrurum keine besonderen Ansprüche an das Gewässer und kann sich auch bei extremen Umweltbedingungen behaupten.

## Merkmale
Moxostoma erythrurum kann bis 78 Zentimeter lang und bis fünf Kilogramm schwer werden. Die bislang schwersten erbeuteten Fische hatten ein Gewicht von über vier Kilogramm bei einer Länge von über 70 Zentimetern und stammten aus dem Muskegon River/Michigan und Bull Creek in den USA. Die rötlich goldene Färbung an den Flanken gaben dem Fisch seinen Namen. Der Rücken ist meist olivgrün, die Bauchseite weiß und die Flosse grau gefärbt. Mithilfe ihres stromlinigen Körpers können sie sich auch in schnellfließendem Wasser halten. Das Maul von M. erythrurum ist unterständig. An ihrer Seitenlinie, die Schwingungen aus der Umgebung registrieren kann, haben sie 39 – 42 Schuppen.

## Lebensweise
Moxostoma erythrurum nimmt vom Grund Nahrung auf, wie Kleintiere, Krebse, Detritus, Algen oder kleine Mollusken. Die Laichzeit findet im Frühling statt. Die Tiere werden im Alter von drei bis fünf Jahren geschlechtsreif und erreichen ein maximales Alter von acht bis 11 Jahren. Der Laichvorgang findet in 17 – 22 °C erwärmten Wasser statt, gewöhnlich in den Monaten April bis Mai. Dies kann lokal stark variieren. Moxostoma erythrurum laicht bevorzugt in sauerstoffreichem Wasser, wie z. B. in Stromschnellen ab, einige Exemplare wandern auch in besser geschützte Nebengewässer ein. Die Jungfische bilden große Schwärme und suchen den Gewässergrund nach Nahrung ab. Einige Schwärme bilden sich auch aus verschiedenen Catostomida-Arten.

## Wirtschaftliche Bedeutung
Als Sportfisch hat Moxostoma erythrurum eine gewisse wirtschaftliche Bedeutung.  Meistens werden sie im Frühjahr als Beifang beim Welsangeln erbeutet.